# Wolfgang Wagner
Wolfgang Manfred Martin Wagner (30. srpna 1919 Bayreuth, Německá říše – 21. března 2010 Bayreuth, Spolková republika Německo) byl německý operní režisér a scénograf. V letech 1949–2008 vedl Hudební slavnosti v Bayreuthu.

## Život
Wolfgang Wagner byl třetí ze čtyř dětí německého skladatele Siegfrieda Wagnera a jeho ženy Winifred rozené Williamsové a zároveň vnukem skladatele Richarda Wagnera.
Ve věku necelých jedenácti let ztratil Wolfgang Wagner otce. Důvěrné přátelství jeho matky Winifred s Adolfem Hitlerem – kterého Wagnerovi oslovovali „strýček Wolf“ – neušetřilo Wolfganga od „říšské pracovní služby“ a vojenské služby. Již roku 1940 byl na frontě těžce zraněn; ochromení ruky mu mimo jiné zabránilo v ambici stát se dirigentem. Hitler Wolfganga v nemocnici dvakrát navštívil. Po propuštění z léčby absolvoval divadelnické a hudební vzdělání v Berlínské státní opeře u Heinze Tietjena, uměleckého vedoucího Hudebních slavností v Bayreuthu a intendanta Státní opery. Tam pracoval jako asistent režie a roku 1944 inscenoval operu Noc svatého Ondřeje (Andreasnacht) svého otce k jeho nedožitým 75. narozeninám. V červnu 1944 byl Wolfgang opět povolán do pracovní služby ve zbrojním průmyslu. Hitler mu nabízel útočiště v bunkru kancléřství, Wolfgang ale dal přednost pobytu v civilním bunkru se svými kamarády.

### Vedení Hudebních slavností
Ačkoli podle závěti Siegfrieda Wagnera měly vedení Hudebních slavností v Bayreuthu převzít jeho děti stejným dílem, byl matkou pro tento úkol určen prvorozený Wieland; případně se uvažovalo o modelu, kdy Wieland převezme uměleckou stránku festivalu a Wolfgang technicko-praktickou. Takový plán podporoval již v roce 1941 i Adolf Hitler. Tyto plány se naplnily po druhé světové válce. Roku 1949 se Winifred Wagnerová vzdala vedení Hudebních slavností v Bayreuthu ve prospěch Wielanda a Wolfganga a roku 1951 se mohl konat první poválečný festival. Ačkoli naznačené rozdělení úkolů zčásti platilo, podílel se Wolfgang i na uměleckém vedení a sám inscenace režíroval a současně navrhoval výpravu, poprvé Lohengrina roku 1953.
Oba bratři v této souvislosti platí za tvůrce tzv. „nového Bayreuthu“. Tím se rozumí stylistická obnova, kterou Wieland Wagner prosazoval svým konceptem „vyklizení“ (německy Entrümpelung) jeviště, Wolfgang Wagner pojmem „dílna Bayreuth“ (německy Werkstatt Bayreuth). Po Wielandově smrti roku 1966 vedl Wolfgang slavnosti na vlastní odpovědnost. Aby zajistil jejich dlouhodobé udržení, vzdal se právní formy ryze rodinného podniku. Festivalové divadlo a vila Wahnfried, které byly do té doby rodinným majetkem, byly pod jeho záštitou převedeny na Nadaci Richarda Wagnera Bayreuth, založenou roku 1973. Na správě nadace se podílejí jak členové rodiny Richarda Wagnera, tak veřejné instituce včetně Společnosti přátel Bayreuthu. V letech 1986–2008 byl Wolfgang Wagner jednatelem a jediným společníkem společnosti s ručením omezeným Bayreuther Festspiele GmbH (od roku 1987 s doživotní smlouvou). Z toho po něj vyplývala větší svoboda v utváření slavností a současně větší odpovědnost, než tomu je u ryze státem jmenovaných intendantů. „Byl to kníže, nepopíraný a – vyprošuji si – také nepopíratelný vládce nad Zeleným vrškem a jeho uměleckými, společenskými a hospodářskými osudy,“ popsala jeho roli novinářka Christine Lemkeová-Matweyová.
Wolfgang Wagner přivedl do Bayreuthu dirigenty, jako jsou Carlos Kleiber, Colin Davis, Woldemar Nelsson, Daniel Barenboim, Peter Schneider, James Levine, Giuseppe Sinopoli a Christian Thielemann. Zatímco jeho vlastní inscenace byly považovány za spíše konzervativní a řemeslné úrovně (Lemkeová-Maytweyová o nich řekla, že byly „ropuchy, které musel wagnerovský svět spolknout, aby získal ze Zeleného vršku i nové impulsy“.), otevřel slavnosti inovativním hostujícím režisérům. Jakožto provokativní i historické zároveň jsou označovány nové interpretace Tannhäusera od Götze Friedricha (1972), Bludného Holandana od Harryho Kupfera (1978), Prstenu Nibelungova (1976) od Patrice Chéreaua, Tristana a Isoldy (1993) od Heinera Müllera nebo Parsifala (2004) od Christopha Schlingensiefa. Na rozdíl od běžného operního provozu poskytl Wagner svým režijním týmům možnost jejich inscenaci v průběhu let dále rozvíjet. Bez ohledu na to mu kritika vyčítala, že bayreuthské hudební slavnosti pod jeho vedením ztratily vůdčí úlohu v interpretaci Wagnerových oper.
Z hospodářského hlediska se Wolfgangu Wagnerovi podařilo udržet podíl veřejných subvencí na celkovém rozpočtu slavností trvale pod 40 %. Přitom jsou ceny vstupenek v Bayreuthu, díky propracované mu systému kulturního sponzorství od firem i soukromých dárců, nižší než u srovnatelných hudebních festivalů. Starost o asi 140 spolků Richarda Wagnera s cca 37 000 členy (k roku 2007) byla rovněž označována za jeho ekonomický a současně „ideologický“ výkon.
Roku 1999 bylo Wolfgangu Wagnerovi 80 let a rada Nadace Richarda Wagnera Bayreuth z jeho popudu poprvé započala proces jmenování jeho nástupce ve vedení slavností. Wolfgang Wagner si přál, aby se jím stala jeho druhá manželka Gudrun a výhledově dcera Katharina. Když ale roku 2001 rada nadace 22 hlasy proti 2 zvolila za vedoucí slavností Wolfgangova dceru z 1. manželství Evu Wagnerovou-Pasquierovou, odvolal se dosavadní vedoucí na svou doživotně koncipovanou smlouvu a odmítl se své funkce vzdát. Teprve po smrti Gudrun Wagnerové v roce 2007 se uvolnila cesta k širší dohodě, podle které Wolfgang Wagner odstoupil po konci festivalu následujícího roku a 1. září 2008 zvolila rada nadace novými společnými vedoucímu Hudebních slavností v Bayreuthu obě Wolfgangovy dcery, Evu a Katharinu. Odmítnuta tak byla na poslední chvíli podaná kandidatura Nike Wagnerové a Gérarda Mortiera.
Po předání své funkce žil Wolfgang Wagner z důvodu těžké choroby v ústraní. Dne 21. března 2010 ke druhé hodině ranní zemřel ve svém domě v Bayreuthu.

### Rodinný život
V prvním manželství byl Wolfgang Wagner ženat od roku 1943 s tanečnicí Ellen Drexelovou (1919–2002). Z tohoto manželství měl dvě děti: divadelní manažerku Evu Wagnerovou-Pasquierovou (*1945), dlouholetou spolupracovnici Hudebních slavností v Aix-en-Provence, a režiséra a publicistu Gottfrieda Wagnera (*1947). Po rozvodu v roce 1976 se Wolfgang oženil s tehdejší sekretářkou v tiskové kanceláři bayreuthských slavností Gudrun Mackovou, rozenou Armannovou (1944–2007). Roku 1978 se jim narodila dcera Katharina.
Wolfgangovy vztahy s ostatními členy jeho rodiny byly trvale napjaté: s bratrem Wielandem a jeho rodinou postupně přerušil osobní styky a po jeho smrti vypudil z účasti na festivalu nejen jeho vdovu Gertrude se synovci a neteřemi, ale i svou sestru Friedelind. Od rozvodu a nového sňatku žil v nepřátelství se svou bývalou manželkou Ellen i s dcerou Evou (kterou zbavil funkce své asistentky ve prospěch své nové manželky) a se synem Gottfriedem, roku 1976 zakázal přístup na slavnosti i matce Winifred.

## Vyznamenání a členství
- 1961: Bavorský záslužný řád; zlatý čestný prsten města Bayreuthu
- 1974: Velký záslužný kříž Spolkové republiky Německo
- 1976: čestné občanství města Bayreuthu
- 1984: Commandeur des Arts et des Lettres; Bavorský Maximiliánův řád pro vědu a umění; Cena Wilhelma Pitze
- 1986: řádný člen Bavorské akademie výtvarných umění; čestný člen Univerzity pro hudbu a výtvarné umění ve Štýrském Hradci
- 1987: čestný senátor Vysoké školy pro hudbu a divadlo v Mnichově
- 1988: člen vědeckého poradního sboru Výzkumného ústavu Univerzity v Bayreuthu pro hudební divadlo v Thurnau; čestný senátor Univerzity Eberharda Karla v Tübingenu; Bavorská ústavní medaile ve zlatě
- 1993: Cena Friedricha Baura (pro dramatické umění a hudbu)
- 1994: čestný doktorát Univerzity v Bayreuthu; Franská kostka
- 2003: Evropská kulturní cena
- 2005: Velký záslužný kříž Spolkové republiky Německo s hvězdou
- 2009: Velký záslužný kříž Spolkové republiky Německo s hvězdou a šerpou
- 2010: rytíř francouzského Řádu čestné legie
- Člen čestného prezídia Výzkumného ústavu Univerzity v Bayreuthu pro hudební divadlo v Thurnau; čestný člen podpůrného spolku Berlínské státní opery

## Videografie
- Richard Wagner: Parsifal (1981) Režie: Wolfgang Wagner, dirigent: Horst Stein, sólisté: Siegfried Jerusalem, Eva Randová, Bernd Weikl, Hans Sotin, Matti Salminen, vydavatel: Deutsche Grammophon/Unitel
- Richard Wagner: Mistři pěvci norimberští (1984) Režie: Wolfgang Wagner, dirigent: Horst Stein, sólisté: Bernd Weikl, Siegfried Jerusalem, Mari Anne Häggander, Hermann Prey, vydavatel: Deutsche Grammophon/Unitel
- Richard Wagner: Mistři pěvci norimberští (1999) Režie: Wolfgang Wagner, dirigent: Daniel Barenboim, sólisté: Robert Holl, Andreas Schmidt, Peter Seiffert, Emily Magee, Birgitta Svendén, Endrik Wottrich, vydavatel: EuroArts/Naxos

## Filmy
- Werner Herzog: Die Verwandlung der Welt in Musik. Bayreuth vor der Premiere. 1994, produkce: arte, Unitel, ZDF
- Percy Adlon: Wolfgang Wagner. Herr der Ringe. 1985, produkce: ARD, Bayerischer Rundfunk